# Кшешиці
Кшешиці (пол. Krzeszyce, нім. Kriescht) — село в Польщі, у гміні Кшешиці Суленцинського повіту Любуського воєводства.
Населення — 1648 осіб (2011).
У 1975-1998 роках село належало до Гожовського воєводства.

## Демографія
Демографічна структура станом на 31 березня 2011 року:
|          | Загалом | Допрацездатний вік | Працездатний вік | Постпрацездатний вік |
| -------- | ------- | ------------------ | ---------------- | -------------------- |
| Чоловіки | 847     | 187                | 600              | 60                   |
| Жінки    | 801     | 151                | 499              | 151                  |
| Разом    | 1648    | 338                | 1099             | 211                  |